# Kulturno područje
Kulturno područje, kulturna regija ili kulturna sfera odnosi se na geografiju s jednom relativno homogenom ljudskom aktivnošću ili kompleksom aktivnosti (kultura). Takve se aktivnosti povezuju s etnolingvističkom skupinom i teritorijem koji ona naseljava. Određene kulture svoju geografsku pokrivenost često ne ograničavaju na granice nacionalne države ili na manje državne podpodjele.

## Povijest koncepta
U kulturnoj antropologiji kulturno područje je koncept u kojem geografsku regiju i vremenski slijed karakteriziraju zajednički elementi okoliša i kulture.
Prethodni oblik koncepta kulturnih područja nastao je od muzejskih kustosa i etnologa za vrijeme kasnih 1800-ih kao sredstvo raspoređivanja izložaka, u kombinaciji s radom na taksonomiji. Američki antropolozi Clark Wissler i Alfred Kroeber razvili su detaljnije ovu verziju koncepta temeljenu na pretpostavci da kulturna područja predstavljaju dugotrajne kulturne podjele. Ta verzija koncepta ponekad se kritizira kao proizvoljna, ali organizacija ljudskih zajednica u kulturna područja još uvijek je uobičajena praksa u društvenim znanostima.
Kulturna geografija koristi koncept kulturnih područja. Nastala je unutar škole Berkeley, a prvenstveno se veže uz Carla O. Sauera i njegove suradnike. Sauer je vidio kulturu kao „čimbenik u prirodnom području koji je bio medij koji je trebalo kultivirati za stvaranje kulturnog krajolika.” Sauerov koncept kasnije je kritiziran kao deterministički, a geograf Yi-Fu Tuan i drugi predložili su varijacije koje su znanstvenicima omogućile da objasne i fenomenološko iskustvo. Ova revizija je postala poznata kao humanistička geografija. Razdoblje humanističke geografije danas je poznato kao „kulturni obrat.”
Definicija kulturnih područja podrazumijeva ponovni porast teorijskog i praktičnog interesa, dok društveni znanstvenici provode više istraživanja o procesima kulturne globalizacije.

## Vrste
Allen Noble sažeo je koncept razvoja kulturnih područja koristeći pojmove kao što su:
- „Kulturno ognjište” (nepoznato porijeklo izraza),
- „Kulturna jezgra” Donalda W. Meiniga za mormonsku kulturu objavljena 1970. godine,[10] i
- „Izvorno područje” Freda Kniffena (1965.) i kasnije Henryja Glassieja (1968.) za tipove kuća i štala.
  - Izvan središnjeg područja, Glassie je koristio Meinigovu upotrebu izraza „domena” (dominantno područje) i „sfera” (područje pod utjecajem, ali ne i dominantno).[11]

Kulturne „sfere utjecaja” mogu se preklapati ili tvoriti koncentrične strukture makrokultura koje obuhvaćaju  lokalne kulture. Isto tako se mogu povući različite granice koje ovise o određenom aspektu interesa, kao religija i folklor naspram odijevanja ili arhitektura naspram jezika.
Neka druga verzija tipologije kulturnih područja dijeli ih u tri različita oblika:
1. Formalne kulturne regije, koje su „okarakterizirane kulturnom homogenošću u određenom susjednom geografskom području.”
2. Funkcionalne kulturne regije koje dijele političke, društvene i/ili kulturne funkcije.
3. Perceptualne, ili vernakularne kulturne regije koje se temelje na prostornoj percepciji. Jedan primjer je regija Braj u Indiji, koja se promatra kao prostorna cjelina zbog zajedničke vjerske i kulturne povezanosti s određenim područjem.

## Kulturne granice
Kulturna granica u etnologiji je geografska granica između dviju prepoznatljivih etničkih ili etnolingvističkih kultura. Kulturnom granicom smatra se i jezična granica, budući da je jezik značajan dio kulture društva, ali također može podijeliti podskupine iste etnolingvističke skupine prema suptilnijim kriterijima. Primjeri za takve podskupine su linija Brünig-Napf-Reuss u njemačkom govornom području Švicarske, Weißwurstäquator u Njemačkoj i Grote rivieren granica između nizozemske i flamanske kulture.
U povijesti Europe velike kulturne granice se obično nalaze:
- u zapadnoj Europi između latinske Europe, gdje je nasljeđe Rimskog Carstva ostalo dominantno, i germanske Europe, gdje je dogodila značajna sinkretizacija s germanskom kulturom;
- na Balkanu, Jirečekova linija, koja dijeli područje predominantno latinskog (Zapadno Rimsko Carstvo) od onog predominantno grčkog (Istočno Rimsko Carstvo) utjecaja.

Na kontinentalnoj razini, makrokulture se također nazivaju „svjetovima”, „sferama” ili „civilizacijama”, kao što je islamski svijet.

## Specijalizirani pojmovi

### Kulturni blok
Izrazom kulturni blok koriste se antropolozi za opisivanje kulturno i jezično sličnih skupina aboridžinskih naroda Australije. Ronald Berndt skovao je pojam 1959. godine da bi opisao kulturni blok Zapadne pustinje, skupinu naroda u središnjoj Australiji čiji se jezici sastoje od oko 40 dijalekata. Također obuhvaćeni pojmom kulturni blok, spominju se narod Noongar iz jugozapadne Australije, narod Bundjalung iz sjevernog Novog Južnog Walesa i južnog Queenslanda; blok Kuninjku / Bininj Kunwok i kulturni blok Yolngu u Arnhem Landu, Sjeverni teritorij.

## Primjeri kulturnih područja

### Široke dihotomije
- Dihotomija Istok – Zapad: zapadna civilizacija i zapadni svijet u suprotnosti s Orijentom i Istočnim svijetom.
- Globalni sjever i globalni jug: podjela sjever-jug općenito se smatra socioekonomskom i političkom podjelom.

### Geografska područja
- Afrika:
  - Istočna Afrika
  - Sjeverna Afrika
    - Magreb (zapadna i središnja sjeverna Afrika)

  - Južna Afrika
  - Zapadna Afrika
- Amerike: 
  - Karibi
  - Centralna Amerika
  - Srednja Amerika
  - Sjeverna Amerika
  - Sjevernija Amerika
  - Južna Amerika
- Australazija
- Britanski otoci
- Istočni svijet:
  - Daleki istok
  - Srednji istok
  - Bliski istok
- Indijski potkontinent
- Pacifički otoci:
  - Melanezija
  - Mikronezija
  - Polinezija
- Jugoistočna Azija:
  - Kontinentalna jugoistočna Azija i Indokina
  - Pomorska jugoistočna Azija

### Jezične obitelji
- Australski aboridžinski jezici (s mnogo podskupina)
- Arapski svijet
  - arapsko govorno područje
- Kelti i keltska Europa
- Englesko govorno područje (anglofoni)
- Baltički Finci, Baltički narod i baltičke države
- Frankofonija:
  - Françafrique
  - Francuska Amerika
- Njemački jezik u Europi
- Hindski pojas ( hindski-urdu regija)
- Hispanidad
  - Hispanska Amerika
- Autohtoni jezici Amerike:
  - Autohtoni narodi Južne Amerike
  - Autohtoni narodi pacifičke Sjeverozapadne obale
  - Indijanci u Sjedinjenim Državama
- Luzofoni (govornici portugalskog)
- Jezično područje kontinentalne jugoistočne Azije
- Latinska Europa
- Sinofon (govornici kineskog)
- Slavenska Europa
- Ruski svijet

### Kulture
- Anglosfera
- Arapski svijet
- Cévennes
- Istočnoazijska kulturna sfera (Sinosfera)
- Velika Kina
- Velika Indija i Indosfera
- Veliki Iran (Velika Perzija)
- Širi Bliski istok
- Luzofoni
- Nordijske zemlje (koje govore sjevernogermanske jezike)
- Ruski svijet

### Vjerska uvjerenja
- Budistički svijet
- Kršćanski svijet,[22] u srednjem vijeku nosio naziv res publica Christiana[23]
- Hinduski svijet
- Islamski svijet

### Glazba
Glazbeno područje je kulturno područje definirano prema glazbenoj djelatnosti. Može, ali i ne mora biti u sukobu s kulturnim područjima dodijeljenim određenoj regiji. Svijet se može podijeliti u tri velika glazbena područja, te svako područje sadržava „kultiviranu” ili klasičnu glazbu „koja je njezin najsloženiji glazbeni oblik” blizu folklornim stilovima koji su u interakciji s kultiviranim i na perimetru, primitivnim stilovima.
- Europa i subsaharska Afrika:
  - temelj na zajedničkim izometrijskim materijalima, dijatonskim ljestvicama i polifoniji temeljenoj na paralelnim tercama, kvartama i kvintama
  - obično se koristi prirodna durska ljestvica i molska ljestvica te dorski, lidijski i miksolidijski način
- Sjeverna Afrika, jugozapadna Azija, središnja Azija, južna Azija, Indonezija i dijelovi južne Europe:
  - temelj na zajedničkim malim intervalima u ljestvicama, melodijama i polifoniji
  - obično se koristi harmonijska molska ljestvica i frigijska ljestvica
- Američka indijanska, istočnoazijska, sjevernosibirska i ugro-finska glazba te glazba Afričkog roga:
  - temelj na zajedničkim velikim koracima u pentatonskim i tetratonskim ljestvicama